# Thor Lange
Thor Lange, né le 9 avril 1851 à Copenhague et mort le 22 février 1915 à Selo Napadovka, dans l'oblast de Vinnytsia en Ukraine, est un écrivain, traducteur, professeur et consul danois. 

## Biographie
Sur sa demande, Thor Lange se rendit à Saint-Pétersbourg pour devenir un professeur de latin et de grec. 
En 1877, il est nommé consul du Danemark à Moscou.
En 1883, il se marie avec une femme de la noblesse russe vivant en Ukraine.
Il traduit des textes anciens en ancien grec, en ancien français et en russe. Il traduit en danois de la poésie lyrique grecque et des tragédies grecques, notamment Antigone de Sophocle. Il traduit également le roman de Henry Wadsworth Longfellow, Golden Legend.
En 1886, il compile un ouvrage sur la littérature russe Skildringer fra den russiske Literatur. 
Il rédige des œuvres personnelles
- 1887 : En maaned i Orienten; Flygtize Skizzer ;
- 1890 : Skitser og Phantaseir ;
- 1894 : Gennem farret Glas.